# Екраноплан

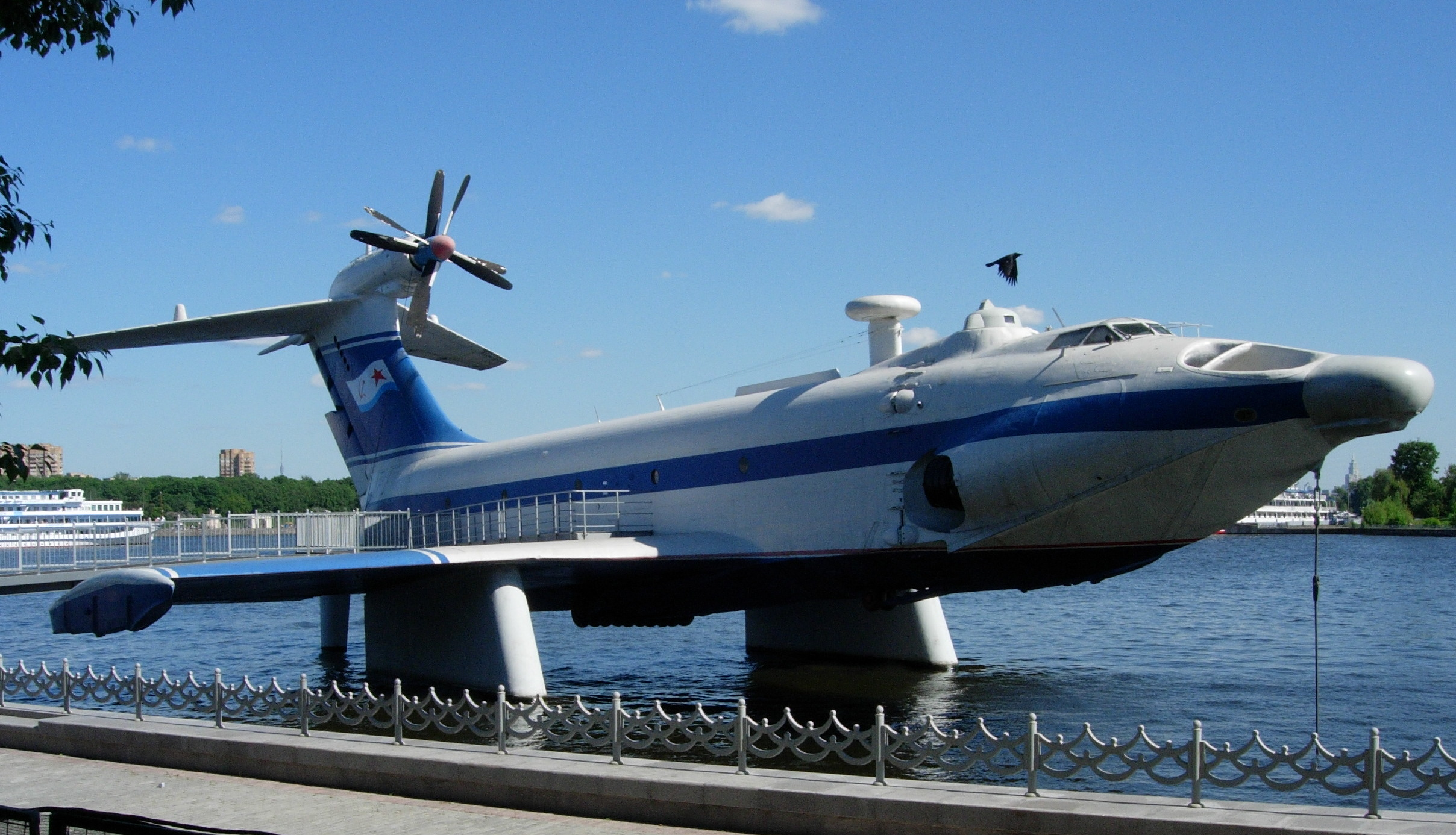
А-90 «Орльонок» у Музеї ВМФ Росії у Тушино, Москва

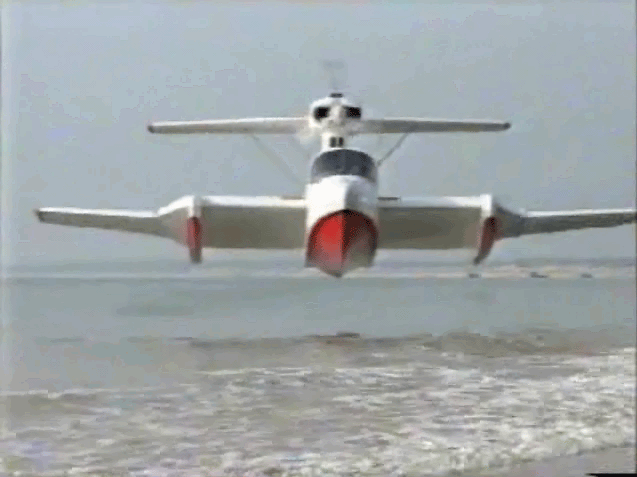
Sea Eagle (екраноплан)

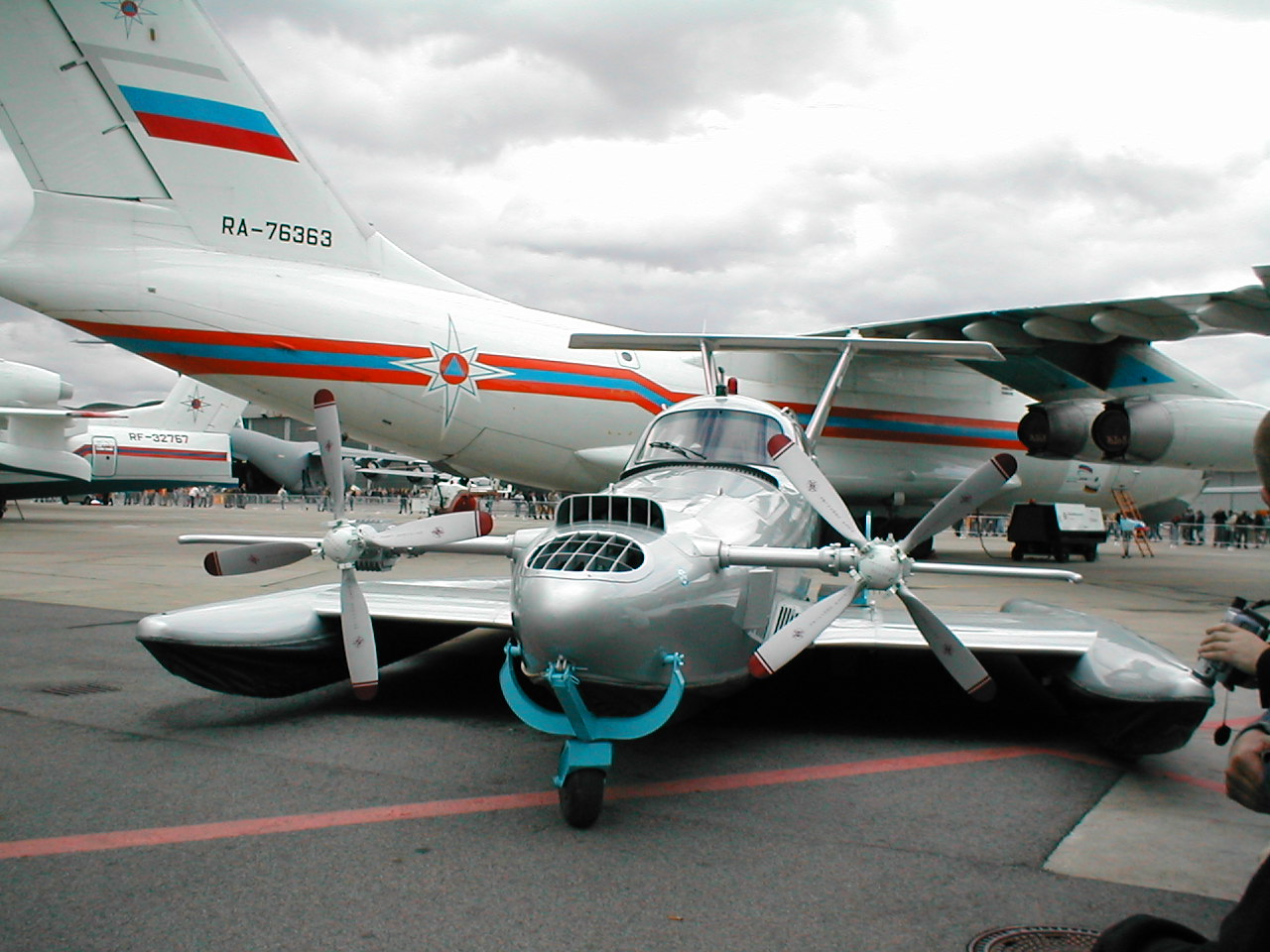
Російський легкий екраноплан Акваглайдер-2

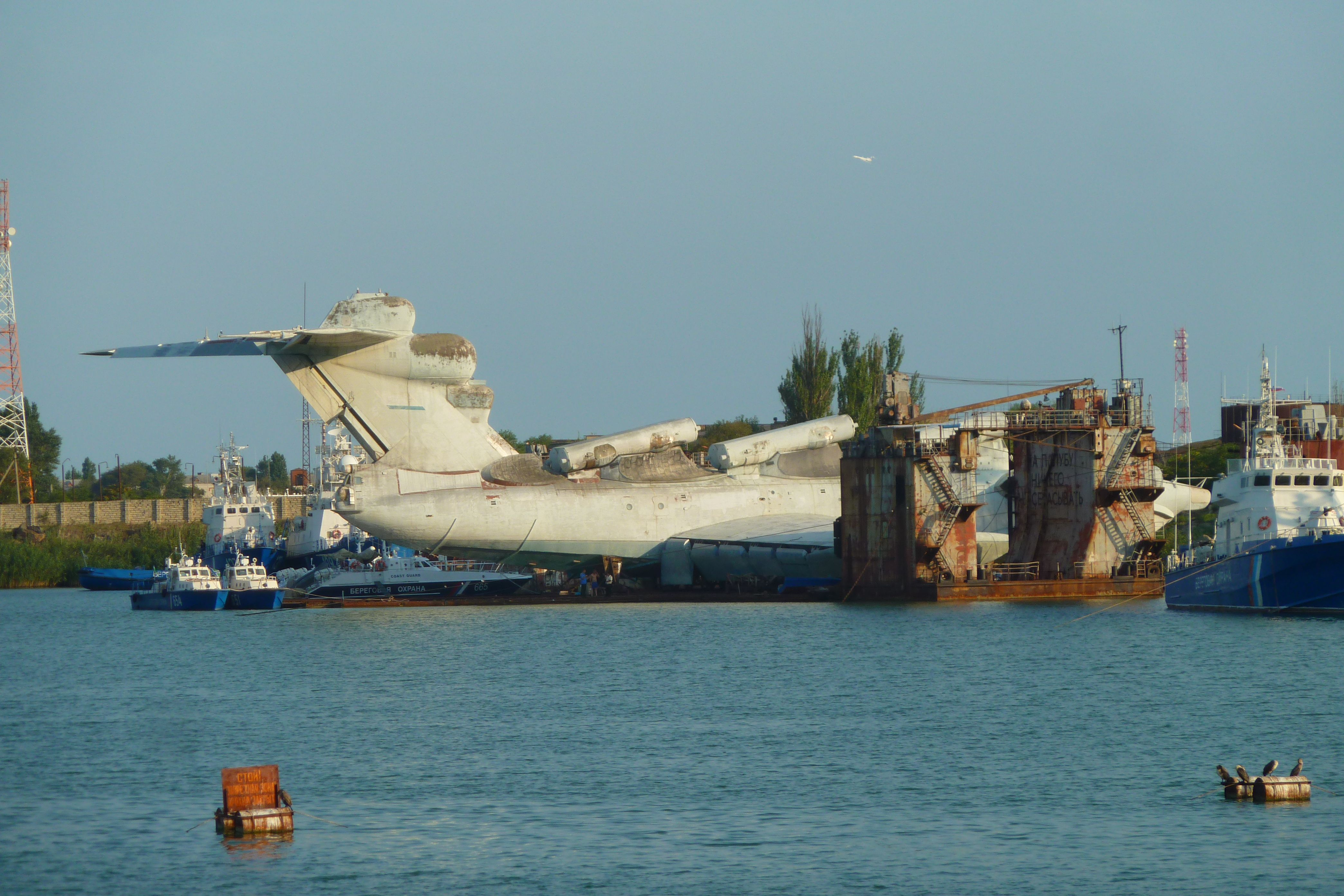
Екраноплан «Лунь» у Каспійську, 2010

Екранопла́н (від екран + (аеро)план) — високошвидкісний транспортний засіб, апарат, який летить у межах зони дії аеродинамічного екрану, відповідно на відносно малій (до кількох метрів) висоті над поверхнею води, землі, або поверхні вкритої снігом чи льодом. При рівних масі та швидкості, площа крила екраноплана набагато менша, ніж у літака. Відповідно до класифікації Міжнародної морської організації (ІМО) належать до морських суден. Відповідно до офіційної радянської класифікації «Судно на динамічній повітряній подушці».

## Опис
Згідно з визначенням, сформульованим у «Тимчасовому керівництві щодо безпеки екранопланів», прийнятому (ІМО): екраноплан — це багаторежимне судно, яке в головному експлуатаційному режимі летить над водною, або іншою поверхнею, без постійного контакту з поверхнею завдяки використанню «екранного ефекту», та підтримується у повітрі, переважно, аеродинамічною підйомною силою, що генерується на повітряному крилі (крилах), корпусі, або тих деталях, які спеціально визначені для використання дії «екранного ефекту».
Екраноплани можуть використовуватись на багатьох різних маршрутах, у тому числі і таких, які недоступні для звичайних суден. Завдяки високим гідроаеродинамічним якостям та більш підвищеній мореплавності ніж у інших швидкісних суден, екраноплани завжди мають високі амфібійні характеристики. На додаток до можливості рухатись над водою, екраноплани також спроможні як рухатись над твердими поверхнями (земля, сніг, лід) так і базуватись на них. Екраноплан, таким чином, поєднує найкращі якості судна та літака.
Екраноплани, що здатні на довготривалий час відриватися від екрану і переходити до «літаючого» режиму називають екранольотами.

## Ефект екрана

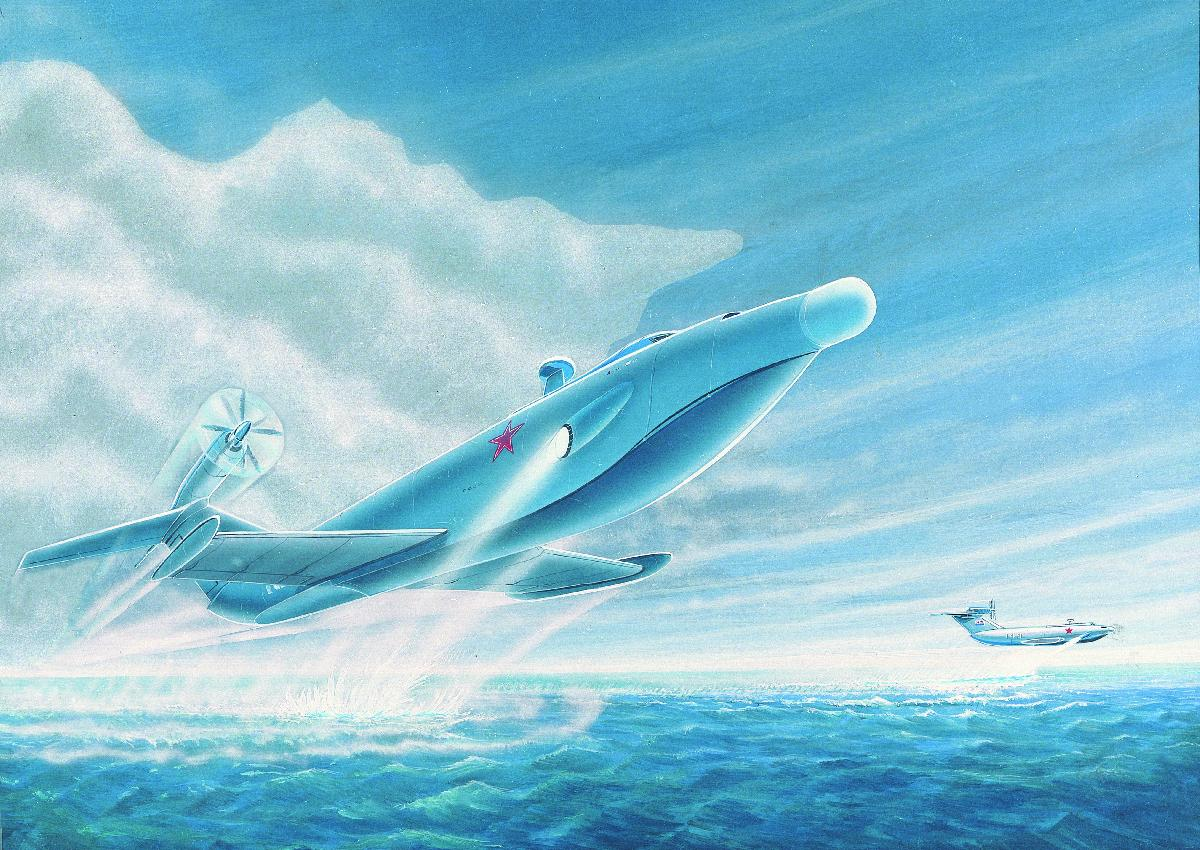
Повітряні потоки під екранопланом, зображені художником

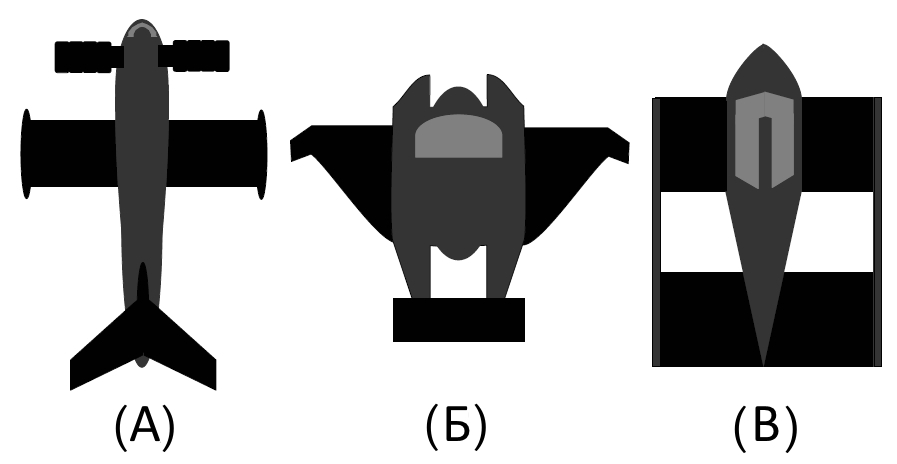
Компонування

По суті, екранний ефект — це та ж повітряна подушка, тільки створювана шляхом нагнітання повітря не спеціальними пристроями, а потоком, що набігає. Тобто «крило» таких апаратів створює підйомну силу не тільки за рахунок розрідженого тиску над верхньою площиною (як у «нормальних» літаків), а додатково за рахунок підвищеного тиску під нижньою площиною, створити який можливо тільки на дуже невеликих висотах (від декількох сантиметрів до декількох метрів). Ця висота співвимірна з довжиною середньої аеродинамічної хорди (САХ) крила. Тому крило в екраноплана намагаються виконати з невеликим подовженням.
Ефект екрана пов'язаний з тим, що збурення (ріст тиску) від крила досягають землі (води), відбиваються і встигають дійти до крила. Таким чином, ріст тиску під крилом виходить більшим. Швидкість поширення хвилі тиску, звичайно, дорівнює швидкості звуку. Відповідно, прояв екранного ефекту починається з 

{\displaystyle {\mathbf {h} \leq {\mathbf {l} \cdot \mathbf {V}  \over 2\cdot \mathbf {v} }}},
де l — ширина крила (хорда крила), V — Швидкість звуку, h — висота польоту, v — швидкість польоту.